# Glazenap (cràter)

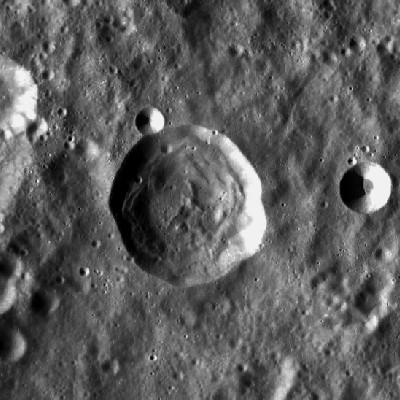
Fotografia de la missió LRO

Glazenap és un cràter d'impacte que es troba a la cara oculta de la Lluna, situat al sud-sud-oest de les parets de l'enorme plana emmurallada del cràter Mendeleev, i al nord-oest del cràter Pannekoek.
Aquest cràter és gairebé circular, i no ha estat erosionat significativament, encara que un petit cràter es travessa el brocal de Glazenap en el seu costat nord-oest. El material solt dipositat al llarg de les parets interiors s'ha acumulat en un talús que ocupa un anell que envolta la base de la plataforma interior del cràter.

## Cràters satèl·lit
Per convenció, aquests elements són identificats als mapes lunars posant la lletra al costat del punt mitjà del cràter que està més prop de Glazenap.
|          | \| Glazenap \| Coordenades \| Diàmetre \| \| -------- \| ------------------------------------ \| -------- \| \| E \| 1° 24′ S, 139° 00′ E / 1.4°S,139.0°E \| 14 km \| \| F \| 1° 30′ S, 139° 42′ E / 1.5°S,139.7°E \| 11 km \| \| P \| 5° 00′ S, 136° 00′ E / 5.0°S,136.0°E \| 57 km \| \| S \| 2° 00′ S, 134° 18′ E / 2.0°S,134.3°E \| 28 km \| \| V \| 0° 36′ S, 136° 00′ E / 0.6°S,136.0°E \| 22 km \| |          |
| Glazenap | Coordenades | Diàmetre |
| E        | 1° 24′ S, 139° 00′ E / 1.4°S,139.0°E | 14 km    |
| F        | 1° 30′ S, 139° 42′ E / 1.5°S,139.7°E | 11 km    |
| P        | 5° 00′ S, 136° 00′ E / 5.0°S,136.0°E | 57 km    |
| S        | 2° 00′ S, 134° 18′ E / 2.0°S,134.3°E | 28 km    |
| V        | 0° 36′ S, 136° 00′ E / 0.6°S,136.0°E | 22 km    |